# Shūji
Shūji (jap. しゅうじ, シュウジ)) – męskie imię japońskie.

## Możliwa pisownia
Shūji można zapisać używając wielu różnych znaków kanji:
- 修二, „pracowity/zdyscyplinowany, dwa”[1]
- 修司, „pracowity/zdyscyplinowany, przepis”
- 修治, „pracowity/zdyscyplinowany, rządzić”
- 修次, „pracowity/zdyscyplinowany, następny”
- 秀仁, „doskonały, życzliwość/dobroć”
- 秀治, „doskonały, rządzić”

## Znane osoby
- Shūji Endō, japoński skoczek narciarski
- Shūji Hayakawa (修司), japoński astronom
- Shūji Hayashi (修司), japoński aktor
- Shūji Ishii (秀仁), wokalista japońskiego zespołu cali≠gari
- Shūji Nakamura (修二), japoński fizyk
- Shūji Terayama (修司), japoński awangardowy poeta, dramaturg i pisarz
- Shūji Tsurumi (修治), japoński gimnastyk

## Fikcyjne postacie
- Shūji Harima (修治), bohater serii School Rumble
- Shūji Kuroda (脩二), bohater TV dramy Code Blue
- Shūji Sakaki (修二), bohater mangi i anime Zettai Karen Children
- Shūji Tsugumi (修司), bohater mangi i anime Zombie-Loan